# Loppem
Loppem és un antic municipi de Bèlgica a la província de Flandes Occidental. Va ser un municipi independent fins a l'1 de gener del 1977 quan va fusionar amb Zedelgem.
 El poble es va desenvolupar a una cresta arenosa entre les valls del Kerkebeek i Marsbeek. El nom prové probablement d'un assentament fràncic Lupo-inga-heim, o casa de Luppo. A l'edat mitjana depenia del capítol de Sant Donacià i del tribunal del franconat de Bruges.

## Llocs d'interés
- Castell de Loppem, edifici neogòtic dels arquitectes Augustus Pugin  i Jean de Bethune
- Església de Martí de Tours
- Masia Klein Eeckhout
- Castell i masia castral de Baesveld
- Castell Ter Mote